# Antonio Cagnoli
Antonio Cagnoli (Zante, 29 settembre 1743 – Verona, 6 agosto 1816) è stato un astronomo, matematico e diplomatico italiano, al servizio della Repubblica di Venezia.

## Biografia

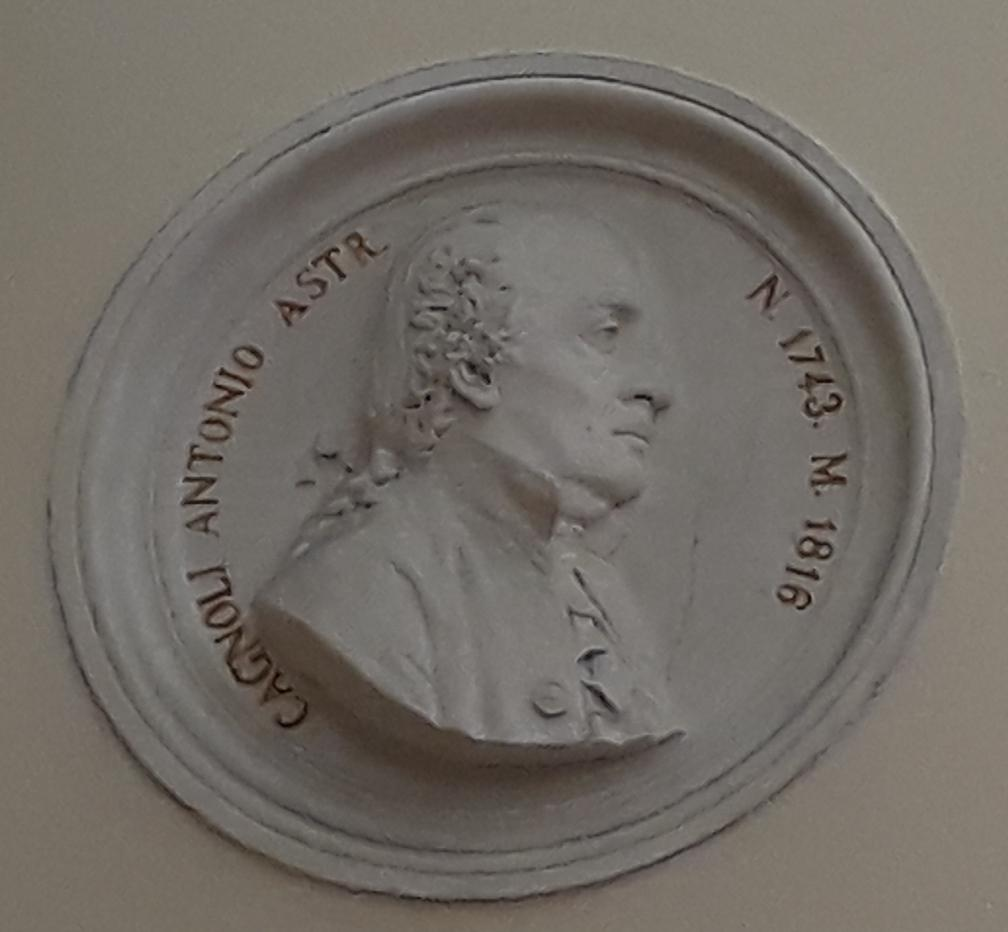
Raffigurazione di Antonio Cagnoli presso la Protomoteca della Biblioteca civica di Verona

Figlio di Ottavio Cagnoli, attese agli studi letterari e diplomatici e fu cancelliere del governatore veneto nelle isole Ionie. Entrò nella cancelleria della Repubblica Veneta già all'età di quindici anni e seguì la carriera diplomatica del padre. In seguito divenne cancelliere del capitano di Bergamo nel 1767, poi segretario dell'ambasciatore veneto Marco Zeno prima a Madrid nel 1772 e poi a Parigi nel 1775.
Nei primi anni ottanta del Settecento scoprì la passione per l'astronomia, forse dopo aver messo l'occhio a un piccolo telescopio durante una serata del 1780 in un salotto dell'aristocrazia, e si dedicò ad essa sotto la guida di J.J. Lefrançois de Lalande. Conquistò in breve la stima dei maggiori scienziati francesi dell'epoca e alcuni suoi studi furono pubblicati nelle Memoires de l'Académie Royale des Sciences; collaborò anche all'Encyclopédie methodique. Nel 1781 allestì un piccolo osservatorio personale a Parigi acquistando colà diversi strumenti. Rientrato a Verona nel 1786 abbandonò la carriera diplomatica e trasferì da Parigi gli strumenti del suo osservatorio personale, con i quali fondò nel 1786 la specola veronese di via Quattro Spade nel secentesco palazzo al numero civico 18, di essa ebbe parole lusinghiere l'astronomo vicentino Giuseppe Toaldo. Proseguì le ricerche e pubblicò diversi lavori di matematica e astronomia, tra cui un metodo per determinare le longitudini geografiche che fu premiato dalla Reale Accademia delle Scienze di Copenaghen. Sempre nel 1786 pubblicò Trigonometria piana e sferica e divenne socio delle più celebri istituzioni scientifiche. Il 30 novembre 1796 succedette a Lorgna quale presidente dell'Accademia nazionale delle scienze, carica a cui fu rieletto altre due volte. Suo è il merito di aver guidato la Società Italiana delle Scienze dopo la morte del fondatore e attraverso il turbolento periodo storico della Repubblica Cisalpina.
Nel 1797 Napoleone Bonaparte, dopo averlo risarcito per la perdita dell'osservatorio in Verona a causa della guerra e aver offerto un sussidio alla Società, decretò la ripartizione degli strumenti superstiti tra la scuola del Genio e gli osservatori astronomici di Brera e di Bologna. Cagnoli stesso afferì a Brera quell'anno. Nel 1798 ebbe la cattedra di Analisi Matematica presso la scuola militare di Modena, carica che ricoprì fino al 1807. Colà fondò un circolo culturale per la divulgazione degli ideali repubblicani. Nel 1802 fu scelto quale rappresentare della Scuola al congresso di Lione per la costituzione della Repubblica Italiana. Nel 1807 pubblicò Le catalogue de 501 étoiles, importante lavoro a cui era dedito da tempo. Sempre nel 1807 tornò a Verona, dove morì nel 1816.
Gli è stato dedicato l'asteroide 11112 Cagnoli.